# Norra Finnö

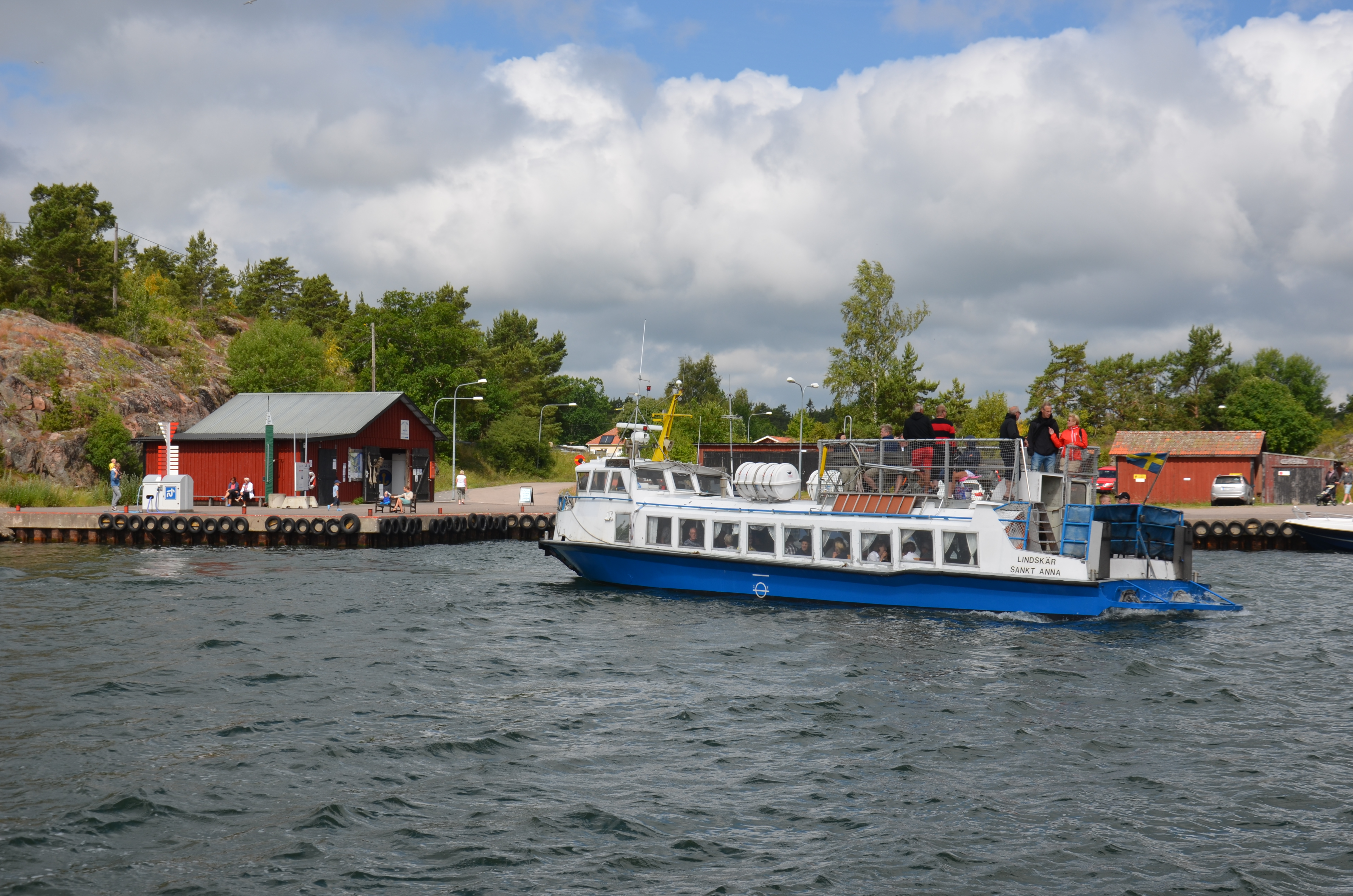
Hamnen i Tyrislöt, med Skärgårdslinjens M/S Lindskär

Norra Finnö, numera sammanväxt med Yxnö, är en av de större öarna i Sankt Annas skärgård i Östergötland. Vägtrafiken till fastlandet sammanbinds med Lagnöbron, Länsväg 210 över Lagnöströmmen, vilken slutar vid Tyrislöt. 
I Tyrislöt finns Sankt Anna skärgårdsmuseum, kajakuthyrning, campingplats och en mindre affär. Turistinformation finns vid Nedre Lagnö naturreservat.

## Fotogalleri

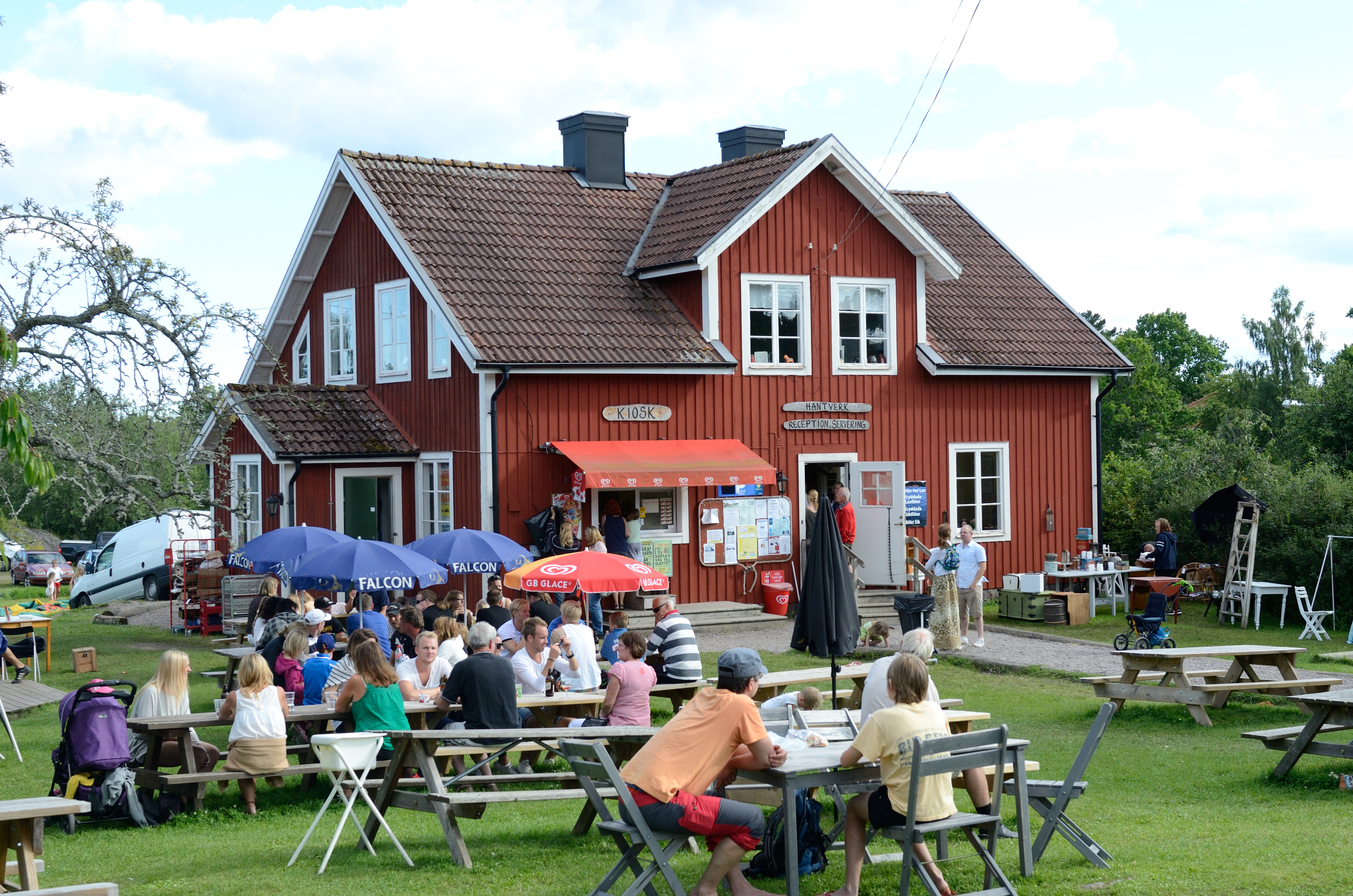
Marknadsdag i Tyrislöt
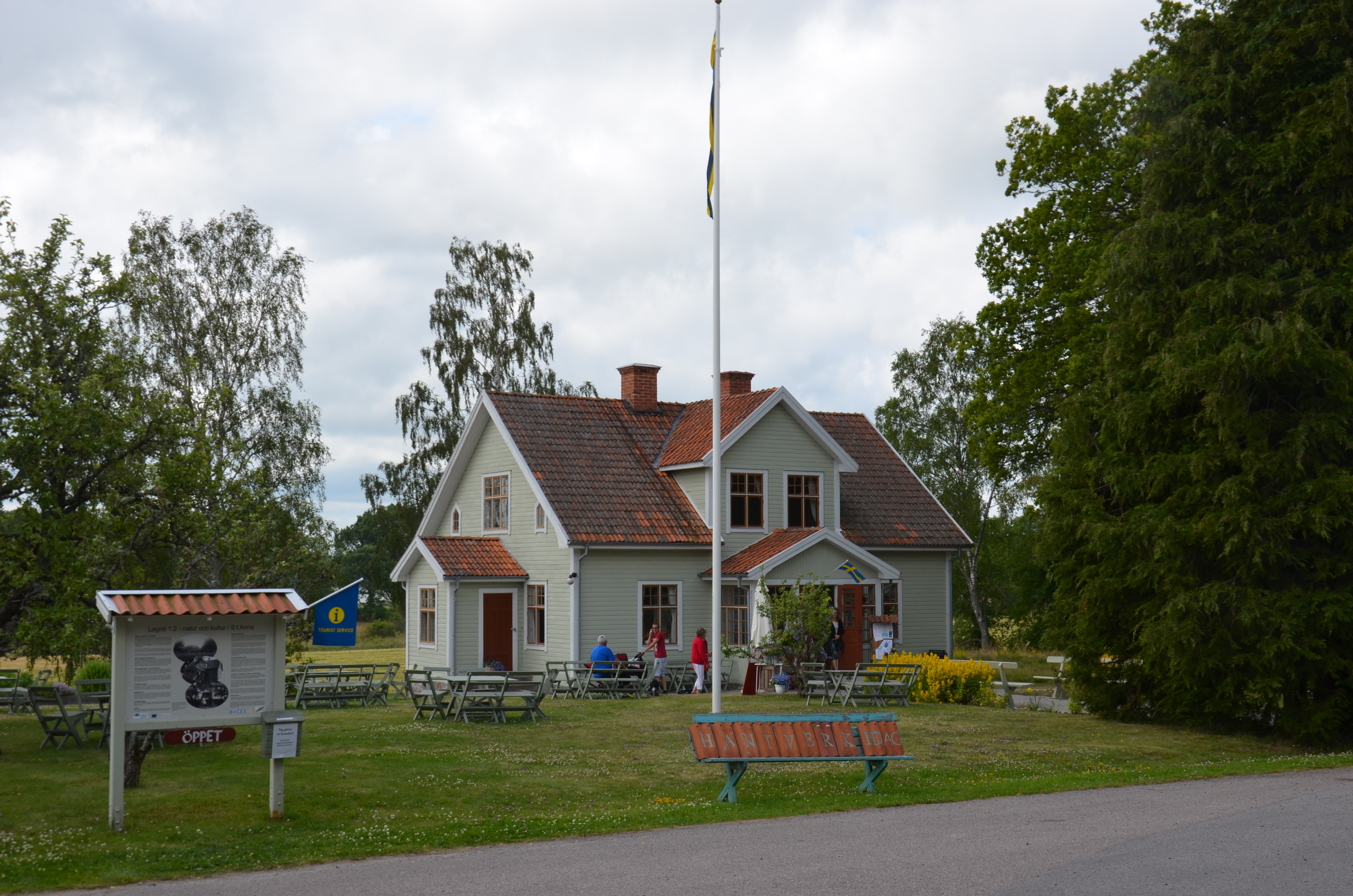
Edgards, turistinformation för Sankt Annabygden
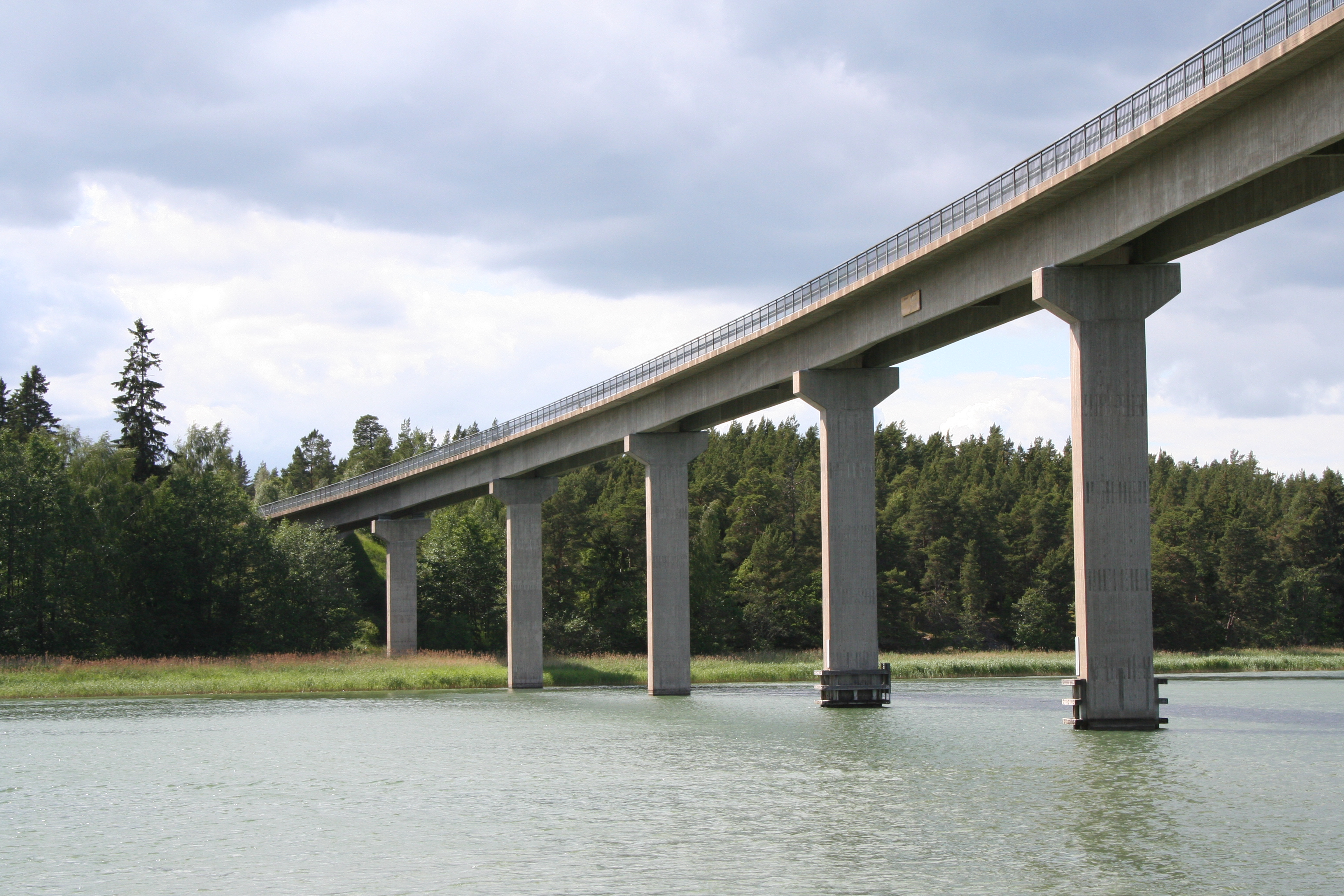
Lagnöbron, vägbro över Lagnöströmmen